# Campeonato Tocantinense de Futebol de 2023 - Segunda Divisão
O Campeonato Tocantinense de Futebol - Segunda Divisão de 2023 será a 15ª edição da segunda divisão da competição de futebol do estado do Tocantins. O campeonato terá início no dia 12 de outubro e terminará no dia 9 de dezembro.

## Regulamento
O Campeonato Tocantinense de Futebol de 2023 - Segunda Divisão foi disputado em três fases (Fase de Grupos, Fase semi-finais, e Final): na primeira fase, as 8 equipes foram divididas em dois grupos (Grupo A e Grupo B), cada grupo com quatro equipes, que se enfrentaram entre si em jogos de ida. Avançaram à segunda fase as duas equipes que somaram mais pontos em cada grupo. Na fase de "semifinais", as equipes se enfrentaram em jogos de ida e volta. As duas melhores equipes avançaram para a grande final e decidiram o título da edição 2023. O campeão e o vice conquistaram o direito de disputar a primeira divisão de 2024.

### Critério de desempate
Os critério de desempate foram aplicados na seguinte ordem:
1. Maior número de vitórias
2. Maior saldo de gols
3. Maior número de gols pró (marcados)
4. Confronto direto (somente entre dois clubes)
5. Menor número de gols sofridos
6. Sorteio na sede da F.T.F.

## Primeira Fase

### Grupo A
Partidas

2023/10/12	A	Miranorte	Miranorte	0-4	Batalhão	Batalhão				

2023/10/12	A	São José-TO	São José-TO	2-2	Interporto	Interporto				

2023/10/15	A	Interporto	Interporto	8-0	Miranorte	Miranorte				

2023/10/17	A	Batalhão	Batalhão	5-0	São José-TO	São José-TO				

2023/10/21	A	Miranorte	Miranorte	2-2	São José-TO	São José-TO				

2023/10/21	A	Interporto	Interporto	1-0	Batalhão	Batalhão				

2023/10/28	A	Batalhão	Batalhão	0-3	Interporto	Interporto				

2023/10/29	A	São José-TO	São José-TO	2-1	Miranorte	Miranorte				

2023/11/04	A	Miranorte	Miranorte	0-6	Interporto	Interporto				

2023/11/04	A	São José-TO	São José-TO	1-4	Batalhão	Batalhão				

2023/11/11	A	Batalhão	Batalhão	15-1	Miranorte	Miranorte				

2023/11/11	A	Interporto	Interporto	4-1	São José-TO	São José-TO	

### Grupo B

#### Partidas
2023/10/12	B	Araguaína	Araguaína	2-1	Arsenal-TO	Arsenal-TO				

2023/10/12	B	Guaraí	Guaraí	3-0	Sparta-TO	Sparta-TO				

2023/10/15	B	Arsenal-TO	Arsenal-TO	0-1	Guaraí	Guaraí				

2023/10/17	B	Sparta-TO	Sparta-TO	0-1	Araguaína	Araguaína				

2023/10/22	B	Araguaína	Araguaína	2-2	Guaraí	Guaraí				

2023/10/24	B	Sparta-TO	Sparta-TO	1-1	Arsenal-TO	Arsenal-TO				

2023/10/29	B	Guaraí	Guaraí	0-0	Araguaína	Araguaína				

2023/10/29	B	Arsenal-TO	Arsenal-TO	0-2	Sparta-TO	Sparta-TO				

2023/11/04	B	Guaraí	Guaraí	2-0	Arsenal-TO	Arsenal-TO				

2023/11/07	B	Araguaína	Araguaína	1-2	Sparta-TO	Sparta-TO				

2023/11/11	B	Arsenal-TO	Arsenal-TO	0-5	Araguaína	Araguaína				

2023/11/11	B	Sparta-TO	Sparta-TO	0-0	Guaraí	Guaraí

## Fase Final
Batalhão 2x0   Guaraí
 Araguaína 3x2  Interporto

### Final
Partida de ida
| 2 de dezembro de 2023 | Batalhão | 3 – 4 | Araguaína | Nilton Santos, Palmas |
| 16:00 (UTC−3)         |          |       |           |                       |

Partida de volta 
| 9 de dezembro de 2023 | Araguaína | 0 – 2 | Batalhão | Mirandão, Araguaína |
| 19:30 (UTC−3)         |           |       |          |                     |

## Premiação
| Campeonato Tocantinense de Futebol de 2023 - Segunda Divisão |
| Border                                                       |
| ------------------------------------------------------------ |
| Batalhão Campeão (1.º título)                                |